# Zatory (gromada)
Zatory – dawna gromada, czyli najmniejsza jednostka podziału terytorialnego Polskiej Rzeczypospolitej Ludowej w latach 1954–1972.
Gromady, z gromadzkimi radami narodowymi (GRN) jako organami władzy najniższego stopnia na wsi, funkcjonowały od reformy reorganizującej administrację wiejską przeprowadzonej jesienią 1954 do momentu ich zniesienia z dniem 1 stycznia 1973, tym samym wypierając organizację gminną w latach 1954–1972.
Gromadę Zatory z siedzibą GRN w Zatorach utworzono – jako jedną z 8759 gromad na obszarze Polski – w powiecie pułtuskim w woj. warszawskim, na mocy uchwały nr VI/10/17/54 WRN w Warszawie z dnia 5 października 1954. W skład jednostki weszły obszary dotychczasowych gromad Burlaki, Kruczyborek, Śliski, Drwały, Stawinoga, Wólka Zatorska i Zatory oraz kolonia Ostrówek z dotychczasowej gromady Mierzęcin ze zniesionej gminy Zatory w tymże powiecie. Dla gromady ustalono 21 członków gromadzkiej rady narodowej.
31 grudnia 1959 do gromady Zatory przyłączono obszary zniesionych gromad: Ciski (bez wsi Mystkówiec Szczucin) i Borsuki (Nowe) (bez wsi Grabówiec) w tymże powiecie.
Gromada przetrwała do końca 1972 roku, czyli do kolejnej reformy gminnej. 1 stycznia 1973 w powiecie pułtuskim reaktywowano gminę Zatory.